# Малокутове наближення

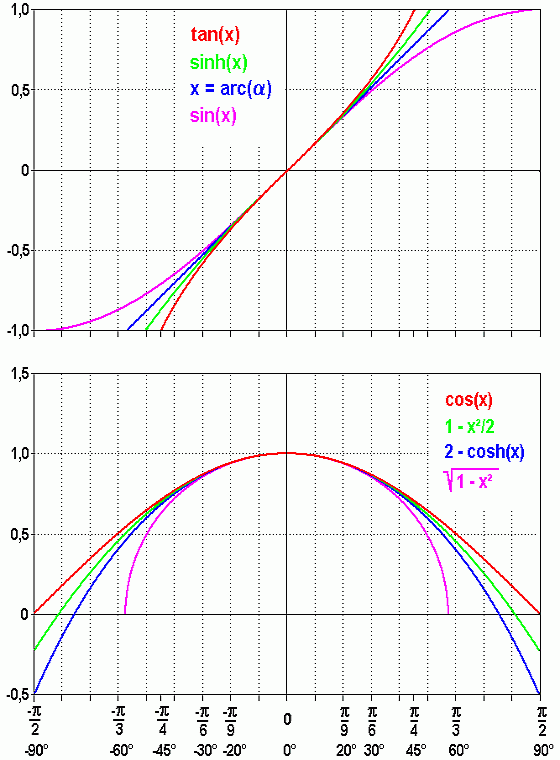
Приблизно однаковий вигляд деяких тригонометричних функцій при x → 0

Малокутове наближення або апроксимація малих кутів це корисне спрощення базових тригонометричних функцій, яке буде досить точним при ліміті коли кут. Вони є усіченим рядом Тейлора для базових тригонометричних функцій за допомогою властивостей наближення другого порядку.  Таке спрощення дає наступну формулу:
{\displaystyle \sin \theta \approx \theta }
{\displaystyle \cos \theta \approx 1-{\frac {\theta ^{2}}{2}}}
{\displaystyle \tan \theta \approx \theta },
де θ це кут в радіанах.
Апроксимація малих кутів корисна в багатьох застосуваннях фізики, включаючи механіку, електромагнетизм, оптику (де воно є основою паралаксіальної оптики), картографії, астрономії, та ін.

## Обґрунтування

### Графічне
Точність наближення наглядно видно нижче на графіках 1 і 2. З тим як кут наближається до нуля, очевидно, що різниця між апроксимованою прямою і справжньою функцією значно зменшується.

Графік 1. Порівняння базової парної тригонометричної функції із значенням кута θ. Видно, що при зменшенні значення кута до 0 наближення стає кращим.
Графік 2. Порівняння функції cos(θ) з 1 - θ2/2. Видно, що при зменшенні значення кута до 0 наближення стає кращим.

### Геометричне
В червоній частині справа, d, є різницею між довжиною гіпотенузи, H, і прилеглої сторони, A. Як видно, H і A мають приблизно однакову довжину, що означає що cos θ близький до 1 і {\displaystyle \theta ^{2}/2} дозволяє відкинути червону різницю.
{\displaystyle \cos {\theta }\approx 1-{\frac {\theta ^{2}}{2}}}
Протилежна вертикальна сторона, O, приблизно дорівнює довжині синьої дуги, s. Узагальнюючи факти з геометрії, s = A*θ, із тригонометрії, sin θ = O/H і tan θ = O/A, а із зображення беремо що, {\displaystyle O\approx s} і {\displaystyle H\approx A}, що приводить до:
{\displaystyle \sin \theta ={O \over H}\approx {O \over A}=\tan \theta ={O \over A}\approx {s \over A}={{A*\theta } \over A}=\theta }.
Спростивши, отримаємо,
{\displaystyle \sin \theta \approx \tan \theta \approx \theta }.

### Алгебраїчне

Апроксимація функції синуса для малих кутів.

Розширенням Маклорена (розкладання в ряд Тейлора при наближенні до 0) відповідної тригонометричної функції є 
{\displaystyle \sin \theta =\sum _{n=0}^{\infty }{\frac {(-1)^{n}}{(2n+1)!}}\theta ^{2n+1}=\theta -{\frac {\theta ^{3}}{3!}}+{\frac {\theta ^{5}}{5!}}-{\frac {\theta ^{7}}{7!}}+\cdots }
де θ це кут в радіанах. У більш простому вигляді, 
{\displaystyle \sin \theta =\theta -{\frac {\theta ^{3}}{6}}+{\frac {\theta ^{5}}{120}}-{\frac {\theta ^{7}}{5040}}+\cdots }
Легко побачити що другий найзначиміший (viz., третього порядку) терм зменшується в кубічній пропорції відносно першого терму; тому, навіть для такого не дуже малого значення як 0.01, значення другого значимого терму буде мати порядок 0.000001, або одну десятитисячну від першого терма. Таким чином, можна сміливо апроксимувати: 
{\displaystyle \sin \theta \approx \theta }
В подальшому, оскільки значення косинуса малого кута дуже близький одиниці, а тангенс задається як відношення синуса до косинуса, маємо
{\displaystyle \tan \theta \approx \sin \theta \approx \theta }.

## Похибка апроксимації

Малюнок 3. Графік абсолютних похибок при малокутовому наближенні.

Малюнок 3 показує похибку апроксимації малих кутів. Кути, при яких відносна похибка перевищує 1% є наступними:
- tan θ ≈ θ при приблизно 0.176 радіанах(10°).
- sin θ ≈ θ при приблизно 0.244 радіан (14°).
- cos θ ≈ 1 - θ2/2 при приблизно 0.664 радіан (38°).

## Приклади застосування

### Астрономія
В астрономії, зображення, яке займає образ віддаленого об'єкта зазвичай має розмір лише в декілька арксекунд, тому в даному випадку досить добре застосовується малокутове наближення. Зв'язок лінійного розміру (D) із кутовим розміром (X) і дистанцією від спостерігача (d) задається простою формулою
D = X · d / 206,265
де X вимірюється в арксекундах.
Число 206,265 приблизно дорівнює кількості арксекунд в одному колі (1,296,000), розділене на 2π.
Точна формула має наступний вигляд:
D = d tan(X·2π/1,296,000)
а вищезгадане спрощення випливає із заміни tan(X) на X.